# 黃君璧
黃君璧（1898年11月12日—1991年10月29日），原名允瑄，本名韞之，號君璧、君翁，晚號米壽老人，廣東南海祿舟人，水墨畫家與教育家。1949年後遷居臺灣，與張大千、溥心畬常並稱為「渡海三家」。:200-202

## 生平

### 中國大陸時期
1898年（光緒二十四年）生於廣州市。先人世代經商，父親仰荀公喜愛收藏古玩字畫，對黃氏影響至大。 :1年少時就讀家中私館，1914年進入廣東公學美術科就讀，受李瑤屏等教導，學習東西繪畫技法。1919年畢業後，黃氏跟李瑤屏習畫，同時也持續鑑賞與臨摹古畫。:21922年黃君璧進入楚庭畫院研究西畫，同年獲廣東全省美展第一名，開啟他水墨畫創作與教學生涯。1923年黃君璧於楚庭畫院結業，經李瑤屏推薦，任教於廣州培正中學。:22-281927年至1936年又任廣州市立美術專科學校教務長。1937年任徐悲鴻主持的國立中央大學美術系教授，執教長達11年。在來臺前的教學生涯中，黃君璧也至中國各地寫生，飽覽廣西桂林、南京、四川、嘉陵江、華山等地的景色風光，寫生觀察成為日後畫作的技法與風格轉變。:2-3:29-56

### 臺灣時期
1949年（民國三十八年），遷居台灣，接替莫大元任臺灣師範學院（今臺灣師範大學）藝術系教授、第二任主任；1971年退休。在師大教學期間，同時也在其家中畫室「白雲堂」開班授課，期間並為蔣介石夫人宋美齡女士聘為其個人水墨畫教師。:3:68教學課餘，黃君璧也尋訪台灣各地風光，如烏來、阿里山、溪頭等。:12 在1969年黃君璧親訪世界三大瀑布–維多利亞瀑布、伊瓜蘇瀑布、尼加拉瓜瀑布，透過搭車、乘船遊覽及搭機俯視等方式來回觀察瀑布的各種型態。回臺後將觀瀑心得繪製成作品，並在同年12月於省立博物館（今國立臺灣博物館）展出。黃君璧的筆墨表現出瀑布不同的流動態勢，發展出「倒人字法」、「V字法」、「抖筆法」等描繪瀑布的畫法。:16-17:82-85
除了在臺灣舉辦畫展，黃君璧於1957年奉教育部派令，前往歐美考察藝術教育，先後到了美國、加拿大、德國、義大利、荷蘭、西班牙、希臘、土耳其等國。考察之餘，遊覽各地風景名勝、寫生，舉行畫展和演講。:1191968年獲紐約聖若望大學學質獎章。:129黃君璧足跡遍及亞、歐、美、非四大洲，對文化藝術宣揚貢獻卓著；曾獲得中華民國教育部第一屆「中華文藝獎美術部首獎」（1955年）、中國文藝協會「文藝獎章」（1984年）、行政院文建會「國家文藝特別貢獻獎」（1984年）:213-219，及藝術界致贈的「畫壇宗師」匾額（1967年）等。:196-199

## 作品集
- 《黃君璧畫集》
- 《黃君璧書畫集》[7]
- 《黃君璧作品選集》[8]
- 《白雲堂藏畫》[9]

## 外部連結
- （繁體中文）黃君璧：生平最愛寫雲山

- （繁體中文）黃君璧的一些作品典藏圖像 （页面存档备份，存于）